# Cicloide
In geometria, la cicloide (dal greco κυκλοειδής (kykloeidès), formato da κύκλος (kýklos) "cerchio" e -ειδής (-eidès), suffisso, "simile a, a forma di", cioè che è fatto a forma di cerchio, circolare) è una curva piana appartenente alla categoria delle rullette. Essa è la curva tracciata da un punto fisso su una circonferenza che rotola (senza strisciare) lungo una retta; in pratica, il disegno formato da un punto su una ruota di bicicletta in movimento su un tratto piano.

Una cicloide (in rosso) è generata da un punto fisso su una circonferenza (in blu) che rotola su una retta.

## Storia

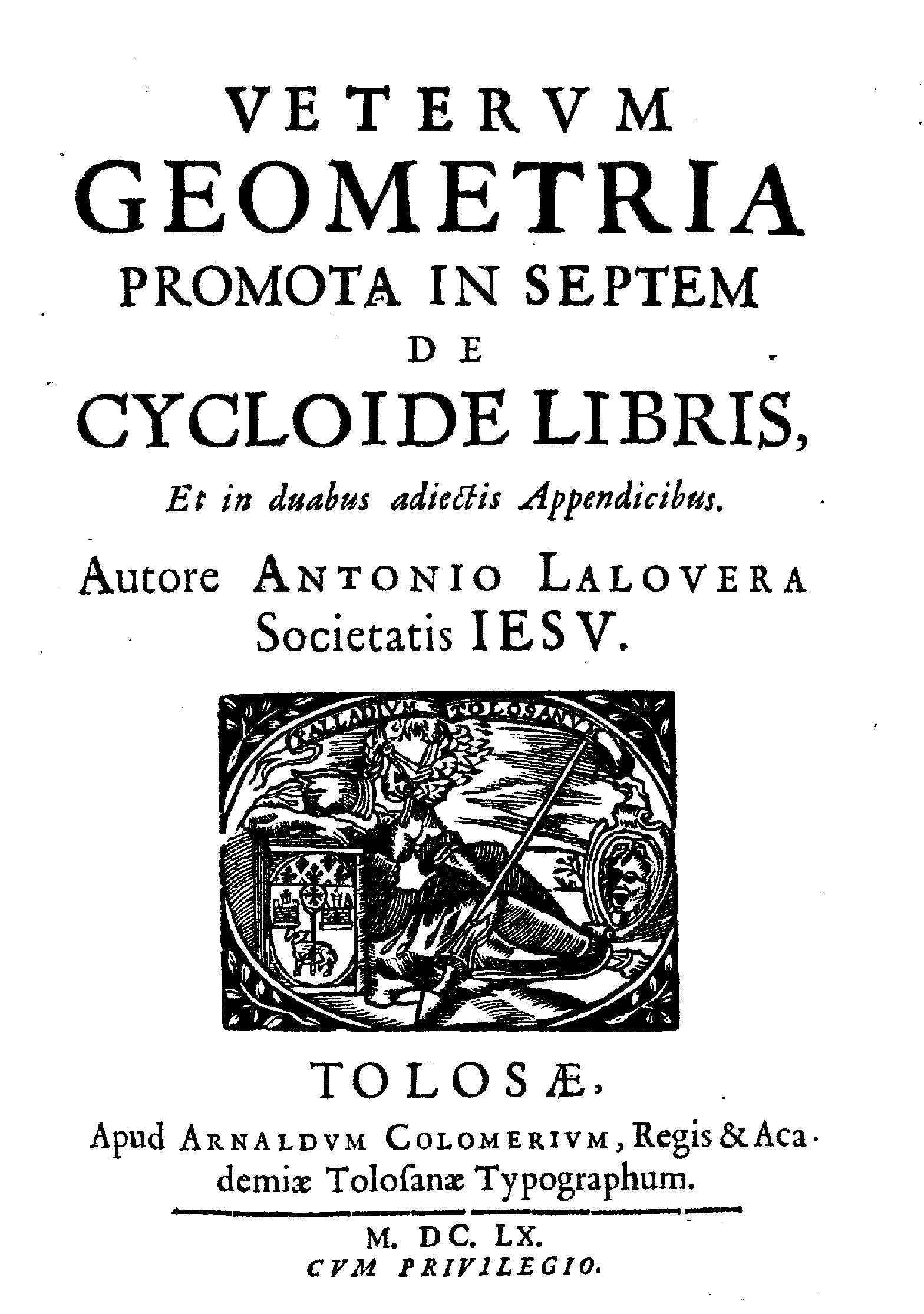
Veterum geometria promota in septem de cycloide libris del 1660, in cui Antoine de Lalouvère proponeva una soluzione errata dei problemi di Pascal sul cicloide.

La cicloide fu studiata per la prima volta da Nicola Cusano e ricevette il suo nome nel 1599 da Galileo. Si dedicarono allo studio di questa curva anche Torricelli, Pascal, Fermat, Cartesio, Huygens, Bernoulli e Newton.

## Proprietà geometriche
- L'evoluta e l'involuta della cicloide sono a loro volta due cicloidi traslate, ma per il resto identiche.[4]
- È la curva che risolve il problema della tautocrona ovvero le oscillazioni di un pendolo (pendolo di Huygens) il cui filo si appoggia a destra e a sinistra su archi di cicloide sono esattamente isocrone (e non solo approssimativamente come in un pendolo semplice).[5]
- Risolve il problema della brachistocrona ovvero la curva su cui una massa che scivola impiega un tempo minimo per percorrere il tragitto fra due punti dati è un arco di cicloide.[5]

## Relazioni con la circonferenza
Le dimensioni di una cicloide sono strettamente legate a quella della circonferenza generatrice:
1. l'altezza massima dell'arco è pari al suo diametro;
2. la lunghezza di un arco di cicloide è quattro volte il diametro[6], che è pari all'altezza massima dell'arco, per cui: {\displaystyle 4h};
3. la base sottostante l'arco è pari alla circonferenza[7], ovvero: {\displaystyle \pi h};
4. l'area compresa fra un arco di cicloide e la base è tre volte l'area del cerchio.

### Area
L'area sottostante la cicloide è pari a {\displaystyle 3} volte l'area del cerchio generatore; tale equivalenza era già sospettata da Galileo, il quale, non riuscendo a misurare per via teorica l'area, la riscontrò per via fisica, pesando materialmente dei pezzi di metallo ritagliati secondo la sagoma della curva e della circonferenza generatrice. Galileo dedusse, così, per via empirica che il rapporto doveva essere prossimo a {\displaystyle 3:1}, ma rifiutò la sua prima intuizione forse ritenendo tale rapporto troppo semplice, e anzi si convinse persino dell'erroneità della sua prima impressione dopo una serie di errori accidentali in successivi studi e misurazioni.
L'esattezza della relazione tra le due aree fu invece dimostrata, dopo la sua morte, dall'allievo Torricelli e quasi contemporaneamente da altri matematici, tra cui Roberval. È possibile offrire la facile dimostrazione data da Torricelli attraverso il metodo degli infinitesimi.

## Forma matematica
In rappresentazione parametrica la cicloide passante per l'origine generata da un cerchio di raggio {\displaystyle r} è data da:
{\displaystyle \left\{\,{\begin{matrix}x=r\left(t-\sin t\right)\\y=r\left(1-\cos t\right)\end{matrix}}\right.}.
La cicloide è una funzione continua ed è differenziabile ovunque tranne sulle cuspidi. Dove è differenziabile soddisfa l'equazione differenziale
{\displaystyle \left({\frac {dy}{dx}}\right)^{2}={\frac {2r-y}{y}}}.
È anche possibile scrivere l'equazione parametrica della cicloide non ordinaria, descritta da un punto rigidamente collegato al cerchio ma non necessariamente collocato sulla circonferenza. Se il raggio del cerchio è {\displaystyle r} e la distanza dal centro del punto considerato è {\displaystyle d} avremo:
{\displaystyle \left\{\,{\begin{matrix}x=rt-d\sin t\\y=r-d\cos t\end{matrix}}\right.}.
Infatti se {\displaystyle d=r} si ottiene l'equazione della cicloide, che ne costituisce un caso particolare.
La cicloide con {\displaystyle d>r} (punto esterno al cerchio) è detta allungata, mentre quella con {\displaystyle d<r} (punto interno) è detta accorciata.
L'equazione cartesiana di una cicloide è data da:
{\displaystyle x=-{\sqrt {y(2r-y)}}+r\arccos \left(1-{\frac {y}{r}}\right)}

### Area
L'elemento infinitesimale di area è pari a:
{\displaystyle dA={\frac {1}{2}}\left|x(t){\frac {dy(t)}{dt}}-{\frac {dx(t)}{dt}}y(t)\right|dt={\frac {r^{2}}{2}}\left|(-2+2\cos t+t\sin t)\right|dt}
da cui, l'area sotto un solo arco è:
{\displaystyle A={\frac {r^{2}}{2}}\int _{0}^{2\pi }\left|(-2+2\cos t+t\sin t)\right|dt={\frac {r^{2}}{2}}\left|-2t-t\cos t+3\sin t\right|=r^{2}3\pi }

### Baricentro
Il baricentro della figura racchiusa tra il primo arco di cicloide e l'asse delle {\displaystyle x}, ha ascissa pari a {\displaystyle x_{G}=\pi r}.
L'ordinata del baricentro può essere calcolata usando la formula:
{\displaystyle y_{G}={\frac {\int ydxdy}{\int dxdy}}}
che possiamo riscrivere nella forma:
{\displaystyle y_{G}={\frac {{\frac {1}{2}}\int y^{2}dx}{\int ydx}}={\frac {{\frac {1}{2}}\int _{0}^{2\pi }r^{3}(1-\cos t)^{3}dt}{\int _{0}^{2\pi }r^{2}(1-\cos t)^{2}dt}}}
L'integrale al denominatore restituisce l'area della figura calcolata al punto precedente.
Effettuando i calcoli troviamo {\displaystyle y_{G}={\frac {5}{6}}r}.
Il baricentro della figura sottesa dal primo arco della cicloide ha quindi baricentro in {\displaystyle (x_{G};y_{G})=\left(\pi r;{\frac {5}{6}}r\right)}.

### Proprietà
La lunghezza della cicloide è pari a:
{\displaystyle l(t)=8r\sin ^{2}\left({\frac {1}{4}}t\right)}
quindi la lunghezza del primo arco è
{\displaystyle l(2\pi )=8r}
La curvatura è:
{\displaystyle K(t)=-{\frac {\left|\csc \left({\frac {t}{2}}\right)\right|}{4r}}}

## Trocoide
Quando la circonferenza mobile rotola su una retta si parla sempre di cicloide (ordinaria, allungata o accorciata a seconda che il punto solidale alla circonferenza mobile disti dal centro di detta circonferenza una distanza pari, maggiore o minore del raggio). La cicloide ordinaria ha delle cuspidi, quella allungata ha delle asole, quella accorciata si presenta come una curva ondulata.
Le trocoidi (ipotrocoide, epitrocoide) rappresentano una generalizzazione delle epi- e delle ipocicloidi ottenute facendo rotolare una circonferenza mobile all'esterno o all'interno di una circonferenza fissa.